# Бесконечная колонна
Бесконе́чная коло́нна (рум. Coloana fără sfârşit или Coloana infinitului) — цикл скульптур румынского скульптора Константина Брынкуши, над которым он периодически работал в течение 19 лет. Самая известная Бесконечная колонна была построена в румынском городе Тыргу-Жиу.

## Цикл скульптур
Исследователь Ионел Жьяну приводит пять версий Бесконечной колонны из дуба и одну из гипса и стали, созданных Брынкуши с 1918 по 1937. В Бесконечной колонне Брынкуши заново открыл такой мотив румынского фольклора, как «небесная колонна» (рум. columna cerului), являющийся частью мифологической темы «Оси Мира» (axis mundi), распространённой среди многих народов Земли. В румынском народном творчестве «небесная колонна» представляла собой архаическое, дохристианское верование, которое быстро было христианизировано, о чём свидетельствуют упоминания о колонне в рождественских колиндах.
Брынкуши выбрал не традиционную форму колонны, которая означает только небесную опору, а форму, состоящую из повторяющихся ромбоидов, передающую символизм восхождения. Ионел Жьяну подчёркивает, что ромбовидная форма напоминает декоративный стиль колонн в крестьянской архитектуре. Брынкуши назвал колонну Бесконечной, так как по его замыслу она направлена не просто на небо, а в беспредельное пространство за пределами человеческого мира. Об этом же пространстве идёт речь и в другой серии скульптур Брынкуши «Птица в пространстве».

## Колонна в Тыргу-Жиу
В конце 1934 года Константин Брынкуши принял предложение Женской лиги жудеца Горж построить памятник в честь солдат, павших возле реки Жиу при защите города от немецких войск в 1916 году. Сначала Брынкуши хотел возвести только колонну, но потом было решено сделать скульптурный комплекс, состоящий из «Стола молчания», «Врат поцелуя» и «Бесконечной колонны».
Работа была закончена 28 октября 1938 года. Высота колонны составила 29,33 метра. Она состоит из 17 чугунных ромбовидных блоков.
По замыслу Брынкуши эта «Бесконечная колонна» должна символизировать восхождение душ погибших солдат на небо и одновременно поддерживать небесный свод.
В 1950-х годах коммунистическое правительство посчитало работу Брынкуши проявлением буржуазного духа. Был подготовлен план сноса, который так и не был приведён в исполнение.
В 1998—2000 гг. были проведены работы по восстановлению колонны.